# Phiditiidae
De Phiditiidae zijn een familie van vlinders uit de superfamilie Bombycoidea. Het typegeslacht van de familie is Phiditia. Deze groep is wel beschouwd als een onderfamilie van de echte spinners (Bombycidae) maar naar aanleiding van fylogenetisch werk waardeerden Zwick et al. (2011) de status op tot die van zelfstandige familie. Deze visie werd overgenomen door Van Nieukerken et al. (2011).

## Verspreiding en leefgebied
De familie heeft in Europa geen vertegenwoordigers. Ze komen meest voor in de tropische delen van de Nieuwe Wereld.

## Geslachten
- Phiditia Möschler, 1883
- Rolepa Walker, 1855
  - = Olenoptera Herrich-Schäffer, 1856
  - = Athrula Walker, 1862
- Sorocaba Moore, 1882
- Tepilia Walker, 1855
  - = Coryphyala Herrich-Schäffer, 1856
  - = Phecada Walker, 1856